# Kijów (województwo śląskie)
Kijów – wieś w Polsce położona w województwie śląskim, w powiecie częstochowskim, w gminie Kruszyna.

## Historia
Kijów uznawany jest za najstarszą osadę słowiańską w gminie Kruszyna.
Jeden z pierwszych opisów miejscowości pochodzi z datowanego na 1511 rok dokumentu „Liber Beneficiorum” Arcybiskupa Gnieźnieńskiego Jana Łaskiego. Pojawia się tam nazwa „Chudzyń” – jest to prawdopodobnie ówczesna nazwa Kijowa.
W roku 1827 Kijów liczył 133, a w 1880 184 mieszkańców.
Po II wojnie światowej Kijów włączono do Powiatu Radomszczańskiego w Województwie Łódzkim.
W latach 1975–1998 miejscowość administracyjnie należała do województwa częstochowskiego.